# Goeldichironomus
Goeldichironomus is een muggengeslacht uit de familie van de Dansmuggen (Chironomidae).

## Soorten
- G. amazonica (Fittkau, 1968)
- G. carus (Townes, 1945)
- G. devineyae (Beck, 1961)
- G. holoprasinus (Goeldi, 1905)
- G. pictus Reiss, 1974